# Kungsåra socken
Kungsåra socken i sydöstra Västmanland ingick i Siende härad, uppgick 1967 i Västerås stad och området ingår sedan 1971 i Västerås kommun och motsvarar från 2016 Kungsåra distrikt. 
Socknens areal är 30,34 kvadratkilometer, varav 30,30 land. År 2000 fanns här 383 invånare. Kyrkbyn Kungsbyn med sockenkyrkan Kungsåra kyrka ligger i socknen.

## Administrativ historik
Kungsåra socken har medeltida ursprung.
Vid kommunreformen 1862 övergick socknens ansvar för de kyrkliga frågorna till Kungsåra församling och för de borgerliga frågorna till Kungsåra landskommun. Landskommunens utökades 1952 och uppgick 1967 i Västerås stad som 1971 ombildades till Västerås kommun. Församlingen utökades 2006.
1 januari 2016 inrättades distriktet Kungsåra, med samma omfattning som församlingen hade 1999/2000.  
Socknen har tillhört fögderier, tingslag och domsagor enligt vad som beskrivs i artikeln Siende härad. De indelta soldaterna tillhörde Västmanlands regemente, Livkompaniet och Livregementets grenadjärkår, Livkompaniet.

## Geografi
Kungsåra socken ligger öster om Västerås norr om Granfjärden. I socknens centrala delar finns en öppen slättbygd som sträcker sig ned mot Kungsårafjärden, en vik av Mälaren. Socknens norra del är mer skogrik.

## Fornlämningar
Från bronsåldern finns spridda gravar och dessutom en mängd skärvstenshögar och skålgropar. Det finns 25 gravfält. Av dessa är 3/4 från bronsåldern och 1/4 från äldre järnåldern. Man har funnit omkring fem km stensträngar.

## Namnet
Namnet (1308 Haara, 1371 Konungxhara) kommer från kyrkbyn. Efterleden är har, 'stenig mark, stenröse' som syftar på höjden vid kyrkan. Förleden Kungs kommer från kungsgården intill kyrkan.

## Befolkningsutveckling
| Befolkningsutvecklingen i Kungsåra socken 1750–1990                                                     | Befolkningsutvecklingen i Kungsåra socken 1750–1990 | Befolkningsutvecklingen i Kungsåra socken 1750–1990 | Befolkningsutvecklingen i Kungsåra socken 1750–1990 | Befolkningsutvecklingen i Kungsåra socken 1750–1990 |
| --- | --------------------------------------------------- | --------------------------------------------------- | --------------------------------------------------- | --------------------------------------------------- |
| |                                                     |                                                     |                                                     |                                                     |
| År |                                                     |                                                     | Folkmängd                                           |                                                     |
| 1750 | 1750                                                |                                                     | 495                                                 |                                                     |
| 1760 | 1760                                                |                                                     | 487                                                 |                                                     |
| 1770 | 1770                                                |                                                     | 496                                                 |                                                     |
| 1780 | 1780                                                |                                                     | 457                                                 |                                                     |
| 1790 | 1790                                                |                                                     | 484                                                 |                                                     |
| 1800 | 1800                                                |                                                     | 470                                                 |                                                     |
| 1810 | 1810                                                |                                                     | 532                                                 |                                                     |
| 1820 | 1820                                                |                                                     | 489                                                 |                                                     |
| 1830 | 1830                                                |                                                     | 507                                                 |                                                     |
| 1840 | 1840                                                |                                                     | 499                                                 |                                                     |
| 1850 | 1850                                                |                                                     | 512                                                 |                                                     |
| 1860 | 1860                                                |                                                     | 525                                                 |                                                     |
| 1870 | 1870                                                |                                                     | 488                                                 |                                                     |
| 1880 | 1880                                                |                                                     | 581                                                 |                                                     |
| 1890 | 1890                                                |                                                     | 495                                                 |                                                     |
| 1900 | 1900                                                |                                                     | 474                                                 |                                                     |
| 1910 | 1910                                                |                                                     | 429                                                 |                                                     |
| 1920 | 1920                                                |                                                     | 453                                                 |                                                     |
| 1930 | 1930                                                |                                                     | 413                                                 |                                                     |
| 1940 | 1940                                                |                                                     | 342                                                 |                                                     |
| 1950 | 1950                                                |                                                     | 320                                                 |                                                     |
| 1960 | 1960                                                |                                                     | 362                                                 |                                                     |
| 1970 | 1970                                                |                                                     | 369                                                 |                                                     |
| 1980 | 1980                                                |                                                     | 321                                                 |                                                     |
| 1990 | 1990                                                |                                                     | 351                                                 |                                                     |
| Anm: Källor: Umeå universitet - Tabellverket 1749-1859, Demografiska databasen, CEDAR, Umeå universitet |                                                     |                                                     |                                                     |                                                     |